# Cochleanthes guianensis
Cochleanthes guianensis là một loài thực vật có hoa trong họ Lan. Loài này được Lafontaine, G.Gerlach & Senghas mô tả khoa học đầu tiên năm 1991.